# ウェテ
ウェテ（Wete）は、タンザニア・ペンバ島の港湾都市。ペンバ北部州の州都である。人口は3万1872人（2012年）。

## 地理
海岸線を持ち、ペンバ島北西部に位置する。ウェテのすぐ南側には中世の都市遺跡で知られるマタンブウェ島がある。タンザニア連合共和国を構成するザンジバル革命政府の自治下にある。

## 参考資料
- Finke, J. (2006) The Rough Guide to Zanzibar (2nd edition). New York: Rough Guides.